# Spelen van de Kleine Staten van Europa 2015
De Spelen van de Kleine Staten van Europa 2015 vormden de zestiende editie van de Spelen van de Kleine Staten van Europa. Ze werden gehouden van 1 tot en met 6 juni 2015. Het gastland van dienst was IJsland. Het was voor de tweede maal in de geschiedenis dat IJsland gastheer was, na 1997. Het land moest zich niet kandidaat stellen om de Spelen te mogen organiseren, aangezien er voor deze Spelen gebruik wordt gemaakt van een rotatiesysteem, waardoor alle landen even vaak de organisatie op zich nemen.
Er werd om de eer gestreden in elf sporten, één meer dan in 2013. In vergelijking met Luxemburg 2013 werd wielrennen van het programma geschrapt en werden basketbal en golf toegevoegd. Alle onderdelen werden in de IJslandse hoofdstad Reykjavik afgewerkt, met uitzondering van het tennis, dat plaatsvond in Kópavogur. In totaal streden 789 atleten om de medailles, het tweede grootste aantal ooit, na de 843 in Cyprus in 2009.

## Programma

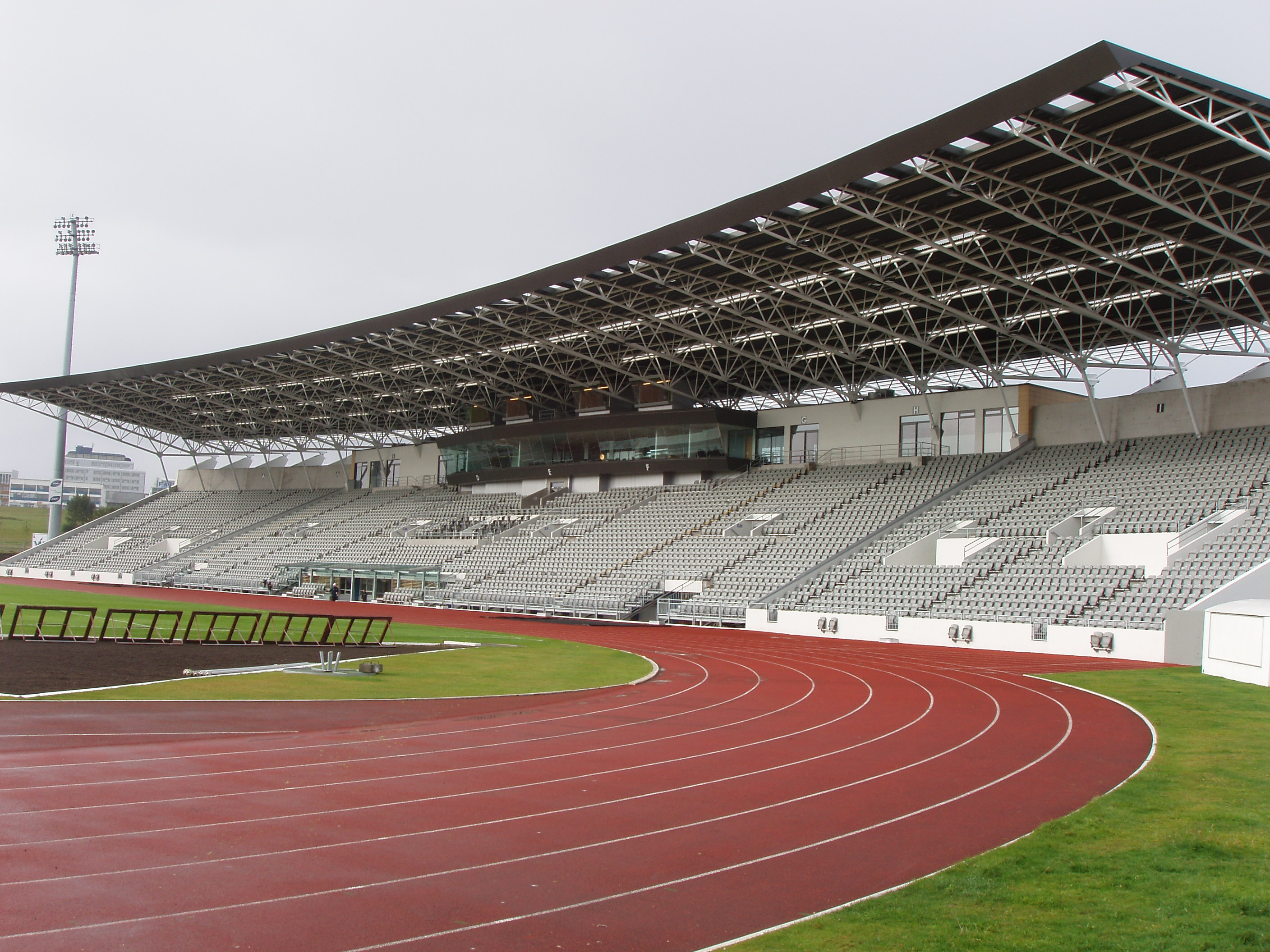
Laugardalsvöllur in Reykjavik, waar de atletiekcompetitie plaatsvond.

| ● | Openingsceremonie | ● | Wedstrijddagen | ● | Sluitingsceremonie |

| Onderdeel      | 01-06 | 02-06 | 03-06 | 04-06 | 05-06 | 06-06 | Locatie   |
| -------------- | ----- | ----- | ----- | ----- | ----- | ----- | --------- |
| Ceremonies     | ●     |       |       |       |       | ●     | Reykjavik |
| Atletiek       |       | ●     |       | ●     |       | ●     | Reykjavik |
| Basketbal      |       | ●     | ●     | ●     | ●     | ●     | Reykjavik |
| Beachvolleybal |       | ●     | ●     | ●     | ●     | ●     | Reykjavik |
| Golf           |       | ●     | ●     | ●     | ●     | ●     | Reykjavik |
| Gymnastiek     |       | ●     | ●     |       |       |       | Reykjavik |
| Judo           |       |       |       |       | ●     | ●     | Reykjavik |
| Schietsport    |       | ●     | ●     | ●     | ●     |       | Reykjavik |
| Tafeltennis    |       | ●     | ●     | ●     | ●     | ●     | Reykjavik |
| Tennis         |       | ●     | ●     | ●     | ●     | ●     | Kópavogur |
| Volleybal      |       | ●     | ●     | ●     | ●     | ●     | Reykjavik |
| Zwemmen        |       | ●     | ●     | ●     | ●     |       | Reykjavik |

## Medaillespiegel
| Plaats | Land          | Goud | Zilver | Brons | Totaal |
| 1      | IJsland       | 38   | 46     | 31    | 115    |
| 2      | Luxemburg     | 34   | 22     | 24    | 80     |
| 3      | Cyprus        | 20   | 16     | 16    | 52     |
| 4      | Montenegro    | 9    | 4      | 8     | 21     |
| 5      | Monaco        | 7    | 11     | 15    | 33     |
| 6      | Liechtenstein | 7    | 9      | 9     | 25     |
| 7      | Malta         | 4    | 9      | 19    | 32     |
| 8      | Andorra       | 4    | 1      | 6     | 11     |
| 9      | San Marino    | 0    | 6      | 5     | 11     |
| Totaal | Totaal        | 123  | 124    | 133   | 380    |

## Deelnemende landen
Er namen negen landen deel aan deze Spelen van de Kleine Staten van Europa.
| - Andorra - Cyprus - IJsland - Liechtenstein - Luxemburg | - Malta - Monaco - Montenegro - San Marino |